# نائب رئيس السودان
نائب رئيس السودان هو ثاني أعلى مركز سياسي في السودان. ويوجد حاليًا نائبين للرئيس يعينهما رئيس السودان.

## نواب الرئيس

### النائب الأول للرئيس
| المنصب                   | الاسم                | تولى المنصب    | ترك المنصب     | ملاحظات                                                            |
| ------------------------ | -------------------- | -------------- | -------------- | ------------------------------------------------------------------ |
| نائب رئيس المجلس العسكري | بابكر عوض الله       | 1969           | 1971           | [ 1 ]                                                              |
| نائب الرئيس              | أبيل ألير            | 1971           | 1972           | من جنوب السودان                                                    |
| النائب الأول للرئيس      | محمد البغر أحمد      | 1972           | 1976           | [ 1 ]                                                              |
| النائب الأول للرئيس      | أبي القاسم محمد هاشم | 1976           | 1979           | [ 1 ]                                                              |
| النائب الأول للرئيس      | عبد الماجد حامد خليل | 1979           | 1982           | [ 1 ]                                                              |
| النائب الأول للرئيس      | عمر محمد الطيب       | 1982           | 1985           | أيضًا كان رئيسًا لجهاز أمن الدولة                                    |
| نائب الرئيس              | عبد الرحمن سيد       | 1986           | 1989           |                                                                    |
| نائب رئيس المجلس العسكري | الزبير محمد صالح     | يونيو 1989     | أكتوبر 1993    | [ 1 ]                                                              |
| نائب الرئيس              | الزبير محمد صالح     | أكتوبر 1993    | فبراير 1994    |                                                                    |
| النائب الأول للرئيس      | الزبير محمد صالح     | فبراير 1994    | 12 فبراير 1998 |                                                                    |
| النائب الأول للرئيس      | علي عثمان محمد طه    | فبراير 1998    | 9 يناير 2005   |                                                                    |
| النائب الأول للرئيس      | جون قرنق             | 9 يناير 2005   | 30 يوليو 2005  | من جنوب السودان                                                    |
| النائب الأول للرئيس      | سلفا كير             | 11 أغسطس 2005  | 9 يوليو 2011   | من جنوب السودان، غادر عندما أصبحت جنوب السودان مستقلة              |
| النائب الأول للرئيس      | علي عثمان محمد طه    | 13 سبتمبر 2011 | 6 ديسمبر 2013  | [ 1 ]                                                              |
| النائب الأول للرئيس      | بكري حسن صالح        | 7 ديسمبر 2013  | 23 فبراير 2019 | عمل رئيسًا للوزراء في السودان منذ 2 مارس 2017، وحتى 10 سبتمبر 2018. |

## النائب الثاني للرئيس
| المنصب                   | الاسم                | تولى المنصب    | ترك المنصب     | ملاحظات         |
| ------------------------ | -------------------- | -------------- | -------------- | --------------- |
| نائب رئيس المجلس العسكري | خالد حسن عباس        | 1969           | 1971           |                 |
| النائب الثاني للرئيس     | أبيل ألير            | 1972           | 1982           | من جنوب السودان |
| النائب الثاني للرئيس     | جوزيف لاقو           | 1982           | 1985           | من جنوب السودان |
| النائب الثاني للرئيس     | جورج كونغور          | فبراير 1994    | أكتوبر 2000    | من جنوب السودان |
| النائب الثاني للرئيس     | موسى قاسول مشار      | فبراير 2001    | يناير 2005     | من جنوب السودان |
| النائب الثاني للرئيس     | علي عثمان محمد طه    | 9 يوليو 2005   | 13 سبتمبر 2011 |                 |
| النائب الثاني للرئيس     | الحاج آدم يوسف       | 13 سبتمبر 2011 | 7 ديسمبر 2013  |                 |
| النائب الثاني للرئيس     | حسابو محمد عبدالرحمن | 7 ديسمبر 2013  | حتى 2019       |                 |

## النائب الثالث للرئيس
| المنصب               | الاسم             | تولى المنصب   | ترك المنصب     | ملاحظات |
| -------------------- | ----------------- | ------------- | -------------- | ------- |
| النائب الثالث للرئيس | الرشيد الطاهر بكر | 11 أغسطس 1976 | 10 سبتمبر 1977 |         |
| النائب الثالث للرئيس | عمر الطيب         | 1981          | 1982           |         |